# Karoplési
Karoplési är en ort i Grekland.   Den ligger i prefekturen Nomós Kardhítsas och regionen Thessalien, i den centrala delen av landet, 210 km nordväst om huvudstaden Aten. Karoplési ligger 743 meter över havet och antalet invånare är 192.
Terrängen runt Karoplési är kuperad österut, men västerut är den bergig. Karoplési ligger nere i en dal. Runt Karoplési är det glesbefolkat, med 10 invånare per kvadratkilometer. Närmaste större samhälle är Ágrafa, 10,1 km väster om Karoplési. I omgivningarna runt Karoplési växer i huvudsak blandskog.